# Heike Dederer

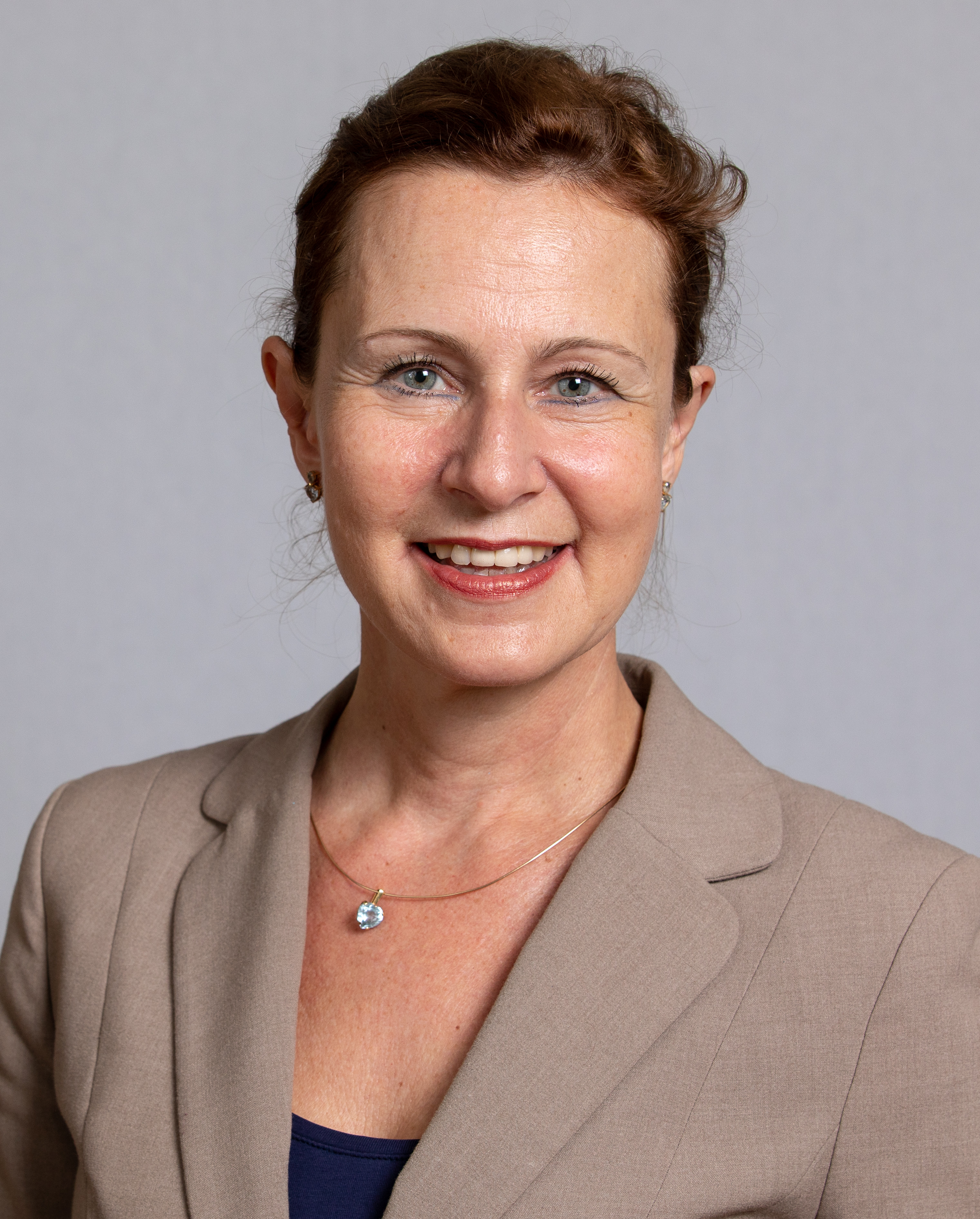
Heike Dederer (2019)

Heike Dederer (* 28. Dezember 1969 in Ulm) ist eine deutsche Politikerin (CDU, ehemals Grüne). Von 2001 bis 2006 war sie Abgeordnete im Landtag von Baden-Württemberg.

## Beruflicher Werdegang
Dederer besuchte Grundschule und Gymnasium in Bietigheim-Bissingen. Nach dem Abitur 1989 absolvierte sie bis 1992 eine Ausbildung des gehobenen Dienstes in der Finanzverwaltung, die sie als Diplom-Finanzwirtin (FH) abschloss. Anschließend arbeitete sie als Steuerinspektorin beim Finanzamt in Bietigheim-Bissingen, beendete jedoch ihre Beamtenkarriere bereits nach einem Jahr und wechselte als Angestellte in ein privates Steuerbüro. Später arbeitete sie als Büroleiterin eines Bundestagsabgeordneten und bis zu ihrer Wahl in den Landtag in verschiedenen Funktionen in der mittelständischen Wirtschaft, zuletzt als Personalleiterin.
Von Juli 2009 bis Mai 2011 leitete sie das Präsidialbüro des hessischen Landtagspräsidenten Norbert Kartmann. Von 2009 bis 2014 war Dederer Pressesprecherin des Landtages. Seit Juni 2011 ist sie Protokollchefin und Leiterin des Veranstaltungsbereichs des Hessischen Landtags.

## Politische Karriere

### Die GRÜNEN
1991 trat Heike Dederer den Grünen bei. In der Grün-Alternativen Jugend Baden-Württemberg war sie unter anderem als Landesschatzmeisterin aktiv; 1992/93 war sie auch Mitglied im Landesvorstand der Grünen in Baden-Württemberg. Ab 1994 war sie für die Grün-Alternative Liste Stadträtin in Bietigheim-Bissingen, davon einige Jahre als Fraktionsvorsitzende.
Im April 2001 wurde sie als Nachfolgerin ihres Ehemanns Michael Jacobi für den Wahlkreis 14 (Bietigheim-Bissingen) erstmals in den baden-württembergischen Landtag gewählt, wo sie als finanzpolitische Sprecherin ihrer Fraktion fungierte und dem Finanzausschuss sowie dem Untersuchungsausschuss zur FlowTex-Affäre angehörte.

### CDU
Im Januar 2005 trat Heike Dederer unter Mitnahme ihrer Mandate im Landtag und im Kreistag des Landkreises Ludwigsburg zur CDU über. Die CDU-Fraktion im Landtag nahm sie am 25. Januar 2005 auf, der CDU-Kreisverband Ludwigsburg am 23. Februar. Ihr Mandat im Gemeinderat von Bietigheim-Bissingen legte sie nieder. Sie begründete ihren Wechsel damit, dass ihre politischen Vorstellungen nicht mehr mit denen der Bundespartei der Grünen übereinstimmten. Insbesondere nannte sie die Frage der zukünftigen Weiterentwicklung der Krankenversicherung und die Vermögenssteuer.
Die CDU-Landtagsfraktion entsendete Heike Dederer als Mitglied in den Finanzausschuss, in den Innenausschuss, in den Umwelt- und Verkehrsausschuss sowie in den Petitionsausschuss. Im Sommer 2005 scheiterte Heike Dederer bei der Bewerbung um ein CDU-Landtagsmandat für den Bezirk Stuttgart-Mitte. Im Oktober 2006 wurde bekannt, dass sie im Staatsministerium von Ministerpräsident Günther Oettinger einen unbefristeten Vertrag als stellvertretende Referatsleiterin des Referats „Politische Planung, Strategisches Controlling und Regierungsprogramm“ erhält. Zugleich wurde sie Leiterin der Projektgruppe „Urbanes Leben“. Am 14. Oktober 2006 wurde Heike Dederer als Beisitzerin in den Landesvorstand der CDU-Arbeitnehmerorganisation – die Christlich-Demokratische Arbeitnehmerschaft (CDA) – gewählt.
Im August 2008 wechselte Heike Dederer zur hessischen CDU. Vom 25. August 2008 bis 30. Juni 2009 war Dederer Pressesprecherin sowohl des CDU-Landesverbandes in Hessen als auch der hessischen CDU-Landtagsfraktion.